# LGC Moncarapachense
El LGC Moncarapachense es un equipo de fútbol de Portugal que juega en el Campeonato de Portugal, la cuarta división de fútbol del país.

## Historia
Fue fundado el 4 de marzo de 1953 en el poblado de Moncarapacho e Fuseta del consejo de olhao del distrito de Faro y ese mismo año se afilia a la Federación de Fútbol de Algarve.
Históricamente ha sido un equipo de categoría regional que hasta la temporada 2019/20 compitió por primera vez en la Copa de Portugal donde fue eliminado en tiempo extra por el Sertanense FC. En esa misma temporada es campeón de la liga regional y logra el ascenso al Campeonato de Portugal por primera vez.

## Palmarés
- Liga Regional de Algarve: 1

2019/20
- Primera División de Algarve: 2

1971/72, 2009/10